# Кукільня
Кукільня́ — село в Україні у Гришковецькій селищній громаді Бердичівського району Житомирської області. У селі проживає 219 мешканців (2021 рік).

## Географія
Село розташоване на правому березі річки Пустохи.

## Історія
У 1906 році — село Солотвинської волості Житомирського повіту Волинської губернії. Відстань від повітового міста 37 верст, від волості 10. Дворів 119, мешканців 698.
У 1925—54 роках — адміністративний центр Кукільнянської сільської ради Бердичівського району.

## Населення
Згідно з переписом УРСР 1989 року чисельність наявного населення села становила 448 осіб, з яких 183 чоловіки та 265 жінок.
За переписом населення України 2001 року в селі мешкало 366 осіб.

### Мова
Розподіл населення за рідною мовою за даними перепису 2001 року:
| Мова       | Відсоток |
| ---------- | -------- |
| українська | 99,46 %  |
| російська  | 0,54 %   |